# A kiválasztottak (televíziós sorozat, 2019)
A kiválasztottak (eredeti cím: The Chosen) 2019-től vetítette amerikai keresztény történelmi sorozat, amelyet Dallas Jenkins alkotott. A Biblia történeteit dolgozza fel. A főbb szerepekben Shahar Isaac, Jonathan Roumie, Elizabeth Tabish, Paras Patel, Noah James és George H. Xanthis látható.
A filmsorozat közösségi támogatással jött létre. A sorozat ingyenesen nézhető a saját alkalmazásán keresztül. Magyarul 2023. november 2-án jött ki a The Chosen.tv oldalon. Magyarországon a televízióban elsőként a Duna TV 2024. szeptember 7-én mutatta be.

## Történet
A kiválasztottak a Szentírás alapján mutatja be Jézus és a  tanítványai életét. Tartalmaz fikcionális történetszálakat, de úgy, hogy az ne befolyásolja a valós történelmi eseményeket, és hogy megtartsa a Biblia szellemiségét.

## Szereplők
| Szerep         | Színész              | Magyar hang      |
| -------------- | -------------------- | ---------------- |
| Péter          | Shahar Isaac         | Kékesi Gábor     |
| Jézus Krisztus | Jonathan Roumie      | Széles Tamás     |
| magdalai Mária | Elizabeth Tabish     | Tarr Judit       |
| Máté           | Paras Patel          | Rada Bálint      |
| András         | Noah James           | Jaskó Bálint     |
| Zebedeus       | Nick Shakoour        | Zöld Csaba       |
| Nikodémus      | Erick Avari          | Barbinek Péter   |
| Quintus        | Brandon Potter       | Debreczeny Csaba |
| Gaius          | Kirk B.R. Woller     | Rosta Sándor     |
| Júdás          | Giavani Cairo        | Molnár Levente   |
| Tamár          | Amber Shana Williams | Menczel Andrea   |
| Tamás          | Joey Vahedi          | L. Nagy Attila   |
| Réma           | Yasmine Al-Bustami   | Csifó Dorina     |
| Szűz Mária     | Vanessa Benavente    | Bertalan Ágnes   |
| Fülöp          | Yoshi Barrigas       | Zámbori Soma     |
| kis Jakab      | Jordan Walker Ross   | Baráth István    |

### Magyar szinkron
A magyar szinkron a Come and See Alapitvány megbízásából, az Iyuno Hungary készítette.
- Szinkronrendező: Molnár Ilona
- Lektor: Győri Máté, Győriné Judit, Székely Pál Domokos

## Évados áttekintés
| Évad | Évad | Részek száma | Eredeti sugárzás   | Eredeti sugárzás   | Magyar sugárzás (online) | Magyar sugárzás (online) | Magyar sugárzás     | Magyar sugárzás    |
| Évad | Évad | Részek száma | Évadpremier        | Évadfinálé         | Évadpremier              | Évadfinálé               | Évadpremier         | Évadfinálé         |
| ---- | ---- | ------------ | ------------------ | ------------------ | ------------------------ | ------------------------ | ------------------- | ------------------ |
|      | 1.   | 8            | 2019. április 21.  | 2019. november 26. | 2023. november 3.        | 2023. november 3.        | 2024. szeptember 7. | 2024. október 26.  |
|      | 2.   | 8            | 2021. november 4.  | 2021. július 11.   | 2023. november 5.        | 2023. november 5.        | 2024. november 3.   | 2024. december 21. |
|      | 3.   | 8            | 2022. december 11. | 2023. február 7.   | 2023. november 2.        | 2023. november 2.        | 2024. december 28.  | 2025. február 15.  |
|      | 4.   | 8            | 2024. június 2.    | 2024. június 30.   | 2024. május 6.           | 2024. május 6.           | 2025. február 22.   |                    |

## Epizódok

### Próbaepizód (2017)
| #  | Cím          | Rendező        | Író                              | Premier           |
| -- | ------------ | -------------- | -------------------------------- | ----------------- |
| 1. | The Shepherd | Dallas Jenkins | Tyler Thompson és Dallas Jenkins | 2017. december 1. |

### Első évad (2019)
| # | Cím                                                              | Rendező        | Író                                            | Premier                                                           |
| --- | ---------------------------------------------------------------- | -------------- | ---------------------------------------------- | ----------------------------------------------------------------- |
| 1. | Név szerint szólítottalak (I Have Called You By Name)            | Dallas Jenkins | Dallas Jenkins, Ryan Swanson és Tyler Thompson | 2019. április 21. 2023. november 3. (online) 2024. szeptember 7.  |
| Simon és András, a két testvér nem tudja megfizetni a kiszabott adót a megszálló rómaiaknak. Máté, a zsidó vámszedő kéri rajtuk számon az elmaradást. Zebedeus, a magas tisztséget viselő farizeus megpróbálja Kapernaum "Vörös negyedében" kiűzni a gonoszt Lilithből, mindhiába. Jézus megszánja az asszonyt, s igaz nevén-Magdalai Mária- szólítja. |                                                                  |                |                                                |                                                                   |
| 2. | Sábát (Shabbat)                                                  | Dallas Jenkins | Dallas Jenkins, Ryan Swanson és Tyler Thompson | 2019. április 21. 2023. november 3. (online) 2024. szeptember 14. |
| Máté igazolja Simon és Praetor Quintus megállapodását. Nikodémus a "Vörös Negyedben" jelentett csodát próbálja kivizsgálni. Magdalai Mária meglepetésvendégeket fogad a sábát megünneplésére rendezett vacsoráján. |                                                                  |                |                                                |                                                                   |
| 3. | Jézus szereti a kisgyermekeket (Jesus Loves the Little Children) | Dallas Jenkins | Dallas Jenkins, Ryan Swanson és Tyler Thompson | 2019. április 21. 2023. november 3. (online) 2024. szeptember 21. |
| Jézus Kapernaum városán kívülre vonul vissza, ahol gyerekekkel barátkozik össze. Nekik beszél először eljövetelének okáról: azért jött, hogy megszabadítsa az elnyomottakat. Kiválaszt magának embereket, akik vele tartanak majd az úton. "Az Úr lelke van rajtam"- hangzik a kinyilatkoztatás. |                                                                  |                |                                                |                                                                   |
| 4. | A szikla, amelyre épült (The Rock on Which It Is Built)          | Dallas Jenkins | Dallas Jenkins, Ryan Swanson és Tyler Thompson | 2019. április 21. 2023. november 3. (online) 2024. szeptember 28. |
| Simon megegyezik a rómaiakkal, hogy adósságának elengedése fejében jelenti, hogy kik halásznak sábátkor. Korábbi hite meggyengül, nem biztos abban, hogy valóban a zsidóság a kiválasztott nép, s nem hisz abban sem, hogy Jézus a Messiás.Mikor a Galileai- tengernél megtörténik a személyes találkozás, hallja Jézus példázatát a halászatról, s megtapasztalja a csodálatos halszaporítást, azonnal elfogadja az elhívást, és testvérével együtt tanítványul szegődik. |                                                                  |                |                                                |                                                                   |
| 5. | A nászajándék (The Wedding Gift)                                 | Dallas Jenkins | Dallas Jenkins, Ryan Swanson és Tyler Thompson | 2019. november 26. 2023. november 3. (online) 2024. október 5.    |
| Nikodémus kihallgatja Keresztelő Jánost, aki beszél neki a Megváltó érkezéséről. Jézus és tanítványai elfogadnak egy meghívást egy kánai esküvőre, ahol anyja, Mária kérésére hajlandó a vizet borrá változtatni, újabb csodajelet téve az akkor még szűkebb nyilvánosság előtt. |                                                                  |                |                                                |                                                                   |
| 6. | Leírhatatlan együttérzés (Indescribable Compassion)              | Dallas Jenkins | Dallas Jenkins, Ryan Swanson és Tyler Thompson | 2019. november 26. 2023. november 3. (online) 2024. október 12.   |
| Jézus a Kapernaum felé vezető úton meggyógyít egy leprást. A városban egyre többen hallgatját tanításait, sőt, egy bénát is hoznak, akit nyilvánosság előtt állít lábra. Máté és Nikodémus is messziről figyeli a történteket, s mindkettőjükben drámai változás indul el. A rómaiak aggódni kezdenek Jézus nyilvános fellépései miatt, s törvényt hirdetnek ki a gyülekezés jogának korlátozásáról.                                                                       |                                                                  |                |                                                |                                                                   |
| 7. | Meghívók (Invitations)                                           | Dallas Jenkins | Dallas Jenkins, Ryan Swanson és Tyler Thompson | 2019. november 26. 2023. november 3. (online) 2024. október 19.   |
| Miközben Máté azon fáradozik, hogy logikusan értelmezze azokat a csodákat, amelyeknek tanúja volt, Nikodémus végül titokban találkozik Jézussal. Az őszinte beszélgetés során vall a küldetéséről a főpapnak: "Úgy szerette Isten a világot, hogy egyszülött fiát adta érte". Jézus világossá teszi, hogy nem földi célok vezérlik: nem azért jött, hogy a zsidókat megszabadítsa a rómaiaktól, hanem az örök életet kínálja azoknak, akik követik őt.                     |                                                                  |                |                                                |                                                                   |
| 8. | Én vagyok Ő (I Am He)                                            | Dallas Jenkins | Dallas Jenkins, Ryan Swanson és Tyler Thompson | 2019. november 26. 2023. november 3. (online) 2024. október 26.   |
| Miután csodálatos látogatást tett Simon házában, Jézus és tanítványai elhagyják Kapernaumot, mivel egyre erősödik a római hatóságok nyomása. A Jordán folyóhoz igyekezve Jézus meglepetésszerűen megáll Jákob kútjánál egy fontos találkozás miatt: a szamáriai házasságtörő asszonynak beszél az élő vízről, az ökök élet forrásáról, s felhatalmazza, hogy mondja el mindenkinek, hogy eljött a Messiás.                                                                 |                                                                  |                |                                                |                                                                   |

### Második évad (2021)
| Sor. | Év. | Cím                                             | Rendező        | Író                                            | Premier                                                         |
| --- | --- | ----------------------------------------------- | -------------- | ---------------------------------------------- | --------------------------------------------------------------- |
| 9. | 1.  | Mennydörgés (Thunder)                           | Dallas Jenkins | Dallas Jenkins, Ryan Swanson és Tyler Thompson | 2021. április 4. 2023. november 5. (online) 2024. november 3.   |
| A feszültség erősödik a tanítványok között, miközben Jézus növekvő szamáriai hírnevével viaskodnak. Jézus megrója Nagy Jakabot és Jánost az előítéleteik miatt, mivel azok szót emelnek azért, mert egy bűnös ember számára kell szántaniuk és vetniük. Jézus azonban meggyógyítja Meleket, aki onnantól elkötelezett híve lesz. |     |                                                 |                |                                                |                                                                 |
| 10. | 2.  | Láttalak (I Saw You)                            | Dallas Jenkins | Dallas Jenkins, Ryan Swanson és Tyler Thompson | 2021. április 13. 2023. november 5. (online) 2024. november 10. |
| Jézushoz csatlakozik Fülöp, aki Keresztelő Szent János tanítványa, és András jó barátja. Azonnal népszerű lesz a tanítványok körében, ő pedig pártfogásába veszi Mátét, akit a többiek nehezen fogadnak el. Caesareában találkoznak az építésszel, Nátánaéllel, aki elsőre nem hiszi, hogy Jézus a Messiás, de mikor az beszél neki egy olyan élményről, aminek nem volt szemtanúja, azonnal megváltozik a véleménye. |     |                                                 |                |                                                |                                                                 |
| 11. | 3.  | Máté 4:24 (Matthew 4:24)                        | Dallas Jenkins | Dallas Jenkins, Ryan Swanson és Tyler Thompson | 2021. április 13. 2023. november 5. (online) 2024. november 17. |
| Máté kezdi lejegyezni mindazt, ami történik velük, illetve Jézus tanításait. A tábortűz körül, vacsora közben a csoport igyekszik jobban megismerni egymást, beszélnek az addigi életükről, de kitör köztük a feszültség. Leginkább Simon nem tudja elfogadni Mátét, mivel szerinte azt semmi sem kényszerítette arra, hogy a rómaiak szolgálatába álljon, és őket sanyargassa. Az is egyértelművé válik, hogy Megváltóul ők maguk is egy harcost vártak, nem egy betegeket gyógyító, csendes "tanítót". Mikor egy hosszú nap után a végletekig kimerült Jézus lefeküdni igyekszik, mindnyájan elszégyellik magukat kicsinyességük miatt. |     |                                                 |                |                                                |                                                                 |
| 12. | 4.  | A tökéletes lehetőség (The Perfect Opportunity) | Dallas Jenkins | Dallas Jenkins, Ryan Swanson és Tyler Thompson | 2021. május 11. 2023. november 5. (online) 2024. november 24.   |
| Miközben Jézus és a tanítványok Jeruzsálembe tartanak, hogy megünnepeljék a sátoros ünnepet, a farizeusok hamis prófétának akarják kikiáltani, a rómaiak pedig a bajkeverőt látják benne. Bethesda tavánál meggyógyít egy 38 éve gyógyulásban reménykedő beteget, s mivel arra szólítja fel, hogy vigye magával fekhelyét, a sábátra hivatkozó főpapok igazoltnak vélik vádaikat Jézus ellen. |     |                                                 |                |                                                |                                                                 |
| 13. | 5.  | Spirit (Spirit)                                 | Dallas Jenkins | Dallas Jenkins, Ryan Swanson és Tyler Thompson | 2021. május 23. 2023. november 5. (online) 2024. november 31.   |
| A víz felkavarása után Jézust már a zelóta Simon, a római Atticus és Shmuel főpap is üldözi. Keresztelő János meglátogatja a csoportot, és Jézussal annak küldetéséről beszének. " Kész vagyok teljsíteni Atyám akaratát, de attól még nem könnyű"- így védekezik, mikor János késlekedéssel, visszahúzódással vádolja, és számon kéri rajta, miért nem lép már végre a nagy nyilvánosság elé. Eközben Magdalai Máriát a táborban megtámadja egy gonosztól megszállt ember, és ez teljesen feltépi benne múltja sebeit. |     |                                                 |                |                                                |                                                                 |
| 14. | 6.  | Jogellenes (Unlawful)                           | Dallas Jenkins | Dallas Jenkins, Ryan Swanson és Tyler Thompson | 2021. június 23. 2023. november 5. (online) 2024. december 7.   |
| Magdalai Mária elhagyja a tábort, és visszatér régi szokásaihoz. Simom és Máté indulnak a keresésére, és visszahozzák a teljesen összezavarodott asszonyt. Jézus azonban megbocsát neki, és megerősíti abban, hogy nem hiba, ha valaki megtántorodik, vagy kételyek merülnek fel benne, attól a megtérése még igaz. Egy zsinagógában sábátkor meggyógyítja egy ember béna kezét, majd a tanítványokat arra buzdítja, hogy egyenek az útszéli gabonából, a farizeusok előtt pedig kijelenti, hogy ő az "Emberfia", ami miatt azok istenkáromlással vádolják.                                                                               |     |                                                 |                |                                                |                                                                 |
| 15. | 7.  | Elszámolás (Reckoning)                          | Dallas Jenkins | Dallas Jenkins, Ryan Swanson és Tyler Thompson | 2021. június 30. 2023. november 5. (online) 2024. december 14.  |
| A tanítványokat megviseli a Magdalai Máriával történtek, illetve az, hogy megtudják: Keresztelő Jánost elfogták, é börtönbe vetették. András egyre jobban aggódik a Jézust követő emberek növekvő száma miatt, és szeretné, ha nem lennének annyira szem előtt. Jézust is elfogják a rómaiak, de egy rövid kihallgatás után elengedik. Máténak vallja be először, hogy eljött az ideje annak, hogy tanításaival a nagy nyilvánosság elé lépjen |     |                                                 |                |                                                |                                                                 |
| 16. | 8.  | A hegyeken túl (Beyond Mountains)               | Dallas Jenkins | Dallas Jenkins, Ryan Swanson és Tyler Thompson | 2021. július 11. 2023. november 5. (online) 2024. december 21.  |
| Miközben Jézus és a tanítványok Jeruzsálembe tartanak, hogy megünnepeljék a sátoros ünnepet, a farizeusok hamis prófétának akarják kikiálltani, a rómaiak pedig a bajkeverőt látják benne. Bethesda tavánál meggyógyít egy 38 éve gyógyulásban reménykedő beteget, s mivel arra szólítja fel, hogy vigye magával fekhelyét, a sábátra hivatkozó főpapok igazoltnak vélik vádaikat Jézus ellen. |     |                                                 |                |                                                |                                                                 |

### Különkiadás (2021)
| # | Cím            | Rendező        | Író                                              | Premier           |
| --- | -------------- | -------------- | ------------------------------------------------ | ----------------- |
| 1. | The Messengers | Dallas Jenkins | Ryan Swanson, Dallas Jenkins, and Tyler Thompson | 2021. december 1. |
| A II. évad extra epizódja visszaugrik az időben, és Jézus születésének körülményeit meséli el. József és Mária Názáretből Bethlehem felé tart a népszámlálás miatt. Mária az utolsó órákban van, mielőtt világra hozná gyermekét. Az úton sok mindenről esik szó, de mindenekelőtt arról, hogy a hírnökök megjelenése után egyiküknek sem volt választása: teljesíteniük kell az Atya akaratát. |                |                |                                                  |                   |

### Harmadik évad (2022-23)
| Sor. | Év. | Cím                                                   | Rendező        | Író                                            | Premier                                                          |
| --- | --- | ----------------------------------------------------- | -------------- | ---------------------------------------------- | ---------------------------------------------------------------- |
| 17. | 1.  | Hazatérés (Homecoming)                                | Dallas Jenkins | Dallas Jenkins, Ryan Swanson és Tyler Thompson | 2022. december 11. 2023. november 2. (online) 2024. december 28. |
| Iskarióti Júdás csatlakozik a tanítványokhoz, miután nagy segítség volt abban, hogy Jézus tanításához megfelelő helyszínt találjanak. Heródes udvarából érkezik egy előkelő hölgy, Johanna, aki le volt nyűgözve a beszédtől, és mindenképpen támogatni kívánja őket. Ő segít abban is, hogy András titokban meg tudja látogatni Keresztelő Jánost. Máté kibékül a szüleivel, az apja ismét fiának tekinti, mivel csatlakozott Jézushoz, és nem hoz rájuk szégyent a továbbiakban. |     |                                                       |                |                                                |                                                                  |
| 18. | 2.  | Kettő-kettő (Two by Two)                              | Dallas Jenkins | Dallas Jenkins, Ryan Swanson és Tyler Thompson | 2022. december 18. 2023. november 2. (online)                    |
| Kapernaum szélén egy sátorváros van kialakulóban. Lakói Jézusra várnak, ám a római elöljárók nem nézik ezt jó szemmel, még a megadóztatásukon is gondolkodnak. Jézus párba állítja a tanítványokat, és elküldi őket, hogy közvetítsék a tanításait és gyógyítsanak. Ők meg vannak rémülve, nem érzik magukat alkalmasnak a feladatra. Fel kell adják teljesen az életüket, még üldöztetésre is számítaniuk kell. Jézus elmagyarázza Kis Jakabnak, miért nem gyógyítja őt meg, miért van a szenvedésére szükség a hiteles tanításhoz. Máté a házát a tanítványok rendelkezésére bocsátja.                                                           |     |                                                       |                |                                                |                                                                  |
| 19. | 3.  | Orvos, gyógyítsd meg magad (Physician, Heal Yourself) | Dallas Jenkins | Dallas Jenkins, Ryan Swanson és Tyler Thompson | 2022. december 25. 2023. november 2. (online)                    |
| Jézus egyre világosabban próbálja megfogalmazni, hogy ő kinek is az akaratát jött teljesíteni, hogy őt nem a bosszúállás hajtja, hanem a Mennyek országába, a megváltásra hívja el követőit. Ellátogat Názáretbe, ahol először örömmel fogadják, de a zsinagógában tett kinyilatkoztatásai miatt halálra szánják. Hiába vádolják hamis próféciával, azzal sétál el a kivégzői között, hogy még nem jött el a halála ideje, de már nincs visszaút. |     |                                                       |                |                                                |                                                                  |
| 20. | 4.  | Tiszta, 1. rész (Clean, Part 1)                       | Dallas Jenkins | Dallas Jenkins, Ryan Swanson és Tyler Thompson | 2023. január 1. 2023. november 2. (online)                       |
| A tanítványok meglepődnek, hogy kishitűségük ellenére közvetíteni tudják Jézus szavait, sőt, még a gyógyítás is megy nekik. Ami zavarja őket, hogy hatalmat kaptak, de megértést nem: olyasmit tanítanak, amit igazából értelemmel fel sem tudnak fogni. Magdalai Mária és Zebedeus gazdálkodásra adja a fejét( megvesznek egy olajfa ligetet), hogy anyagilag támogatni tudják a küldetést. Simon és Eden között vita alakul ki, mivel a nő szerint nincs már házasságuk, és szeretne gyereket. Sok a konfliktus a többiek között is, holtpontra jutnak.                                                                                          |     |                                                       |                |                                                |                                                                  |
| 21. | 5.  | Tiszta, 2. rész (Clean, Part 2)                       | Dallas Jenkins | Dallas Jenkins, Ryan Swanson és Tyler Thompson | 2023. január 8. 2023. november 2. (online)                       |
| Edennek idő előtt, halva születik a gyermeke, és nem szól erről Simonnak. Miután a férfi több hónap után hazatér, csak azt érzi, hogy a felesége valamiért neheztel rá. Hogy lefoglalja magát, a római Gaius segítségével a közösségi ciszterna építésébe kezd. Jézus ismét közöttük, és látványos gyógyításokkal próbál erőt önteni a tanítványaiba. Titkon feltámasztja Jairus lányát, de mindenkit arra kér, hogy erről senkinek se szóljanak. |     |                                                       |                |                                                |                                                                  |
| 22. | 6.  | Intenzitás Sátorvárosban (Intensity in Tent City)     | Dallas Jenkins | Dallas Jenkins, Ryan Swanson és Tyler Thompson | 2023. január 15. 2023. november 2. (online)                      |
| A tanítványok egyre inkább úgy érzik, hogy fegyverrel is meg kellene védeniük Jézust. Ebben leginkább Zé-re, az egykori zelótára támaszkodnának, akit volt társai meg akarnak ölni. Poncius Pilátushoz is eljut Jézus híre, de nem nagyon foglalkozik vele, csak az érdekli, hogy Quintust ne tartsák erősebb kezűnek nálánál. Követek érkeznek, akik Keresztelő János kérdésére várják a választ. Jézus a tömeg előtt felel arra, hogy „Te vagy-e a Messiás, vagy valaki mást várjunk?” Beszél arról, hogy tudja, nem ilyen Megváltóra számítottak, de ő a tőr helyett a békét választja. Eden elmondja Simonnak, miért is neheztel rá valójában. |     |                                                       |                |                                                |                                                                  |
| 23. | 7.  | Hallható fülek (Ears to Hear)                         | Dallas Jenkins | Dallas Jenkins, Ryan Swanson és Tyler Thompson | 2023. február 5. 2023. november 2. (online)                      |
| Fülöp és András visszatér a hellenisztikus 10 városból, ahol tanításaikkal magukra haragították a pogányokat, és zavargást idéztek elő. Tamás is megérkezik, és igen szomorú, mert nem sikerült Réma apját meggyőzni, és tőle áldást kapni a házasságra. Simon egyre közelebb kerül Gaiusszal, neki tudja kiönteni a lelkét a gyermeke elvesztése miatti keserűségéről. |     |                                                       |                |                                                |                                                                  |
| 24. | 8.  | Fenntartás (Sustenance)                               | Dallas Jenkins | Dallas Jenkins, Ryan Swanson és Tyler Thompson | 2023. február 7. 2023. november 2. (online)                      |
| A tanítványok teljesen elbizonytalanodnak: félnek, és Jézust kérik, hogy növelje a hitüket. A pogányok körbe veszik őket, ám Jézus vitára hívja meg a tömeget. Több ezrek gyűlnek össze, akik szemtanúi lesznek gyógyításnak, étel-szaporításnak, és a példabeszédek is célba érnek náluk. Simon kifakad Jézusnak, hogy mindenki bajával törődik, csak az övével nem. Jézus elmagyarázza neki, hogy a megpróbáltatások azért kellenek, hogy megerősödjön az ember hite, s bíztatja, hogy tartson ki, mert nagy tervei vannak vele. |     |                                                       |                |                                                |                                                                  |

### Negyedik évad (2024)
| Sor. | Év. | Cím                                                        | Rendező        | Író                                            | Premier                                                    |
| ---- | --- | ---------------------------------------------------------- | -------------- | ---------------------------------------------- | ---------------------------------------------------------- |
| 25.  | 1.  | Ígéretek (Promises)                                        | Dallas Jenkins | Dallas Jenkins, Ryan Swanson és Tyler Thompson | 2024. június 2. 2024. május 6. (online) 2025. február 22.  |
| 26.  | 2.  | Vallomások (Confessions)                                   | Dallas Jenkins | Dallas Jenkins, Ryan Swanson és Tyler Thompson | 2024. június 6. 2024. május 6. (online) 2025. március 1.   |
| 27.  | 3.  | Holdtól vérig (Moon to Blood)                              | Dallas Jenkins | Dallas Jenkins, Ryan Swanson és Tyler Thompson | 2024. június 9. 2024. május 6. (online) 2025. március 8.   |
| 28.  | 4.  | Nyugodtság előtte (Calm Before)                            | Dallas Jenkins | Dallas Jenkins, Ryan Swanson és Tyler Thompson | 2024. június 13. 2024. május 6. (online) 2025. március 22. |
| 29.  | 5.  | Ülés, kiszolgálás, cselszövés (Sitting, Serving, Scheming) | Dallas Jenkins | Dallas Jenkins, Ryan Swanson és Tyler Thompson | 2024. június 16. 2024. május 6. (online) 2025. március 29. |
| 30.  | 6.  | Ajánlás (Dedication)                                       | Dallas Jenkins | Dallas Jenkins, Ryan Swanson és Tyler Thompson | 2024. június 20. 2024. május 6. (online) 2025. április 5.  |
| 31.  | 7.  | Az utolsó jel (The Last Sign)                              | Dallas Jenkins | Dallas Jenkins, Ryan Swanson és Tyler Thompson | 2024. június 23. 2024. május 6. (online)                   |
| 32.  | 8.  | Szerény (Humble)                                           | Dallas Jenkins | Dallas Jenkins, Ryan Swanson és Tyler Thompson | 2024. június 30. 2024. május 6. (online)                   |

## A sorozat készítése
Dallas Jenkies 2017-ben készített egy The Shepherd című rövidfilmet, Jézusról szóló sorozatának elképzelését bemutatandó.
Az Angel Studios (korábban: VidAngel) cég tudomást szerzett a rövidfilmről, és érdeklődést mutatott egy Jézusról szóló sorozat koncepciója iránt. Ennek főbb oka, hogy abban az időben az Angel Studios perbe keveredett nagyobb hollywoodi stúdiókkal, így eredeti tartalmat keresett. Javasolták, hogy a rövidfilmet tegyék fel a Facebookra sorozat pilotként, hogy meglássák, felkelti-e az érdeklődést egy több évados műsor. Jenkins kifejtette, hogy nincs teljesen tudatában a közösségi finanszírozásban rejlő lehetőségeknek, de úgy döntött, hogy kipróbálja a platformot.
Miután az 1. évadot sikerült részvények eladásával finanszírozni, a sorozat közösségi támogatásból szerzett költségvetést a következő évadokra, valamint egy olyan modellt, ami több segítséget felkínál, mint például a filmben való extra szereplés.
A 2. évad adománygyűjtésén összesen, több mint 6 000 000 USD gyűlt össze kb. 300 000 közreműködőtől 2020. július 1-ig. Az előző évadokhoz hasonlóan a producerek továbbra is az Angel Studios által kifejlesztett fizetős modellt használják a műsor jövőbeli évadainak készítésének finanszírozására. 2021-ig a közösségi finanszírozási erőfeszítések átlagos hozzájárulása 65 USD volt.
2022 októberében a Come and See Alapítvánnyal társultak, amely a műsor finanszírozásának kezelésére jött létre.

## Kiadás és forgalmazás

### Streaming és sugárzás
Először az Angel Studios előfizetős szolgáltatásán keresztül volt elérhető. Aztán a 2020. márciusi és áprilisi Covid19-járvány során az első évadot ingyenesen elérhetővé tették a sorozat alkalmazásán keresztül.

### Nemzetközi forgalmazás
A producerek kinyilvánították azt a vágyat, hogy A kiválasztottakat több mint egymilliárd ember láthassa, és a világ minden országában sugározzák. 2022 októberében nonprofit szervezetként megalakult a Come and See Alapítvány a sorozat fordításának és globális terjesztésének finanszírozására. Az alapítvány célja a műsor 100 nyelvű szinkronizálása és 600 nyelvű feliratozása. 2024 januárjában a sorozatot közel 50 nyelven szinkronizálták.

## Fogadtatása
A sorozat népszerűsége nagyrészt underground-jelenségként indult, míg 2021-ben fel nem adták a Peacockhoz, A kiválasztottak egyetlen nagyobb kábelhálózaton vagy streaming szolgáltatáson sem volt elérhető, mégis több mint 312 millió streamelési megtekintést tudott elérni ezalatt az idő alatt. 2022 novemberében egy, a producerek által megbízott független tanácsadó becslése szerint világszerte több mint 108 millióan nézték meg A kiválasztott epizód legalább egy részét. Az Atlanta Journal-Constitution szerint a műsort 2024 januárjában 200 millió néző és 770 millió epizód-megtekintése volt.
A sorozat pozitív kritikákat kapott a színészek alakításáért, rendezéséért és a tipikus bibliai történeteken túlmutató spekulatív történetmeséléséért, valamint hitelességéért. Az Atlanta Journal-Constitution 4. évadának megjelenéséről Patricia Holbrook azt írta, hogy a sorozat hitelessége ráébreszti, milyen keveset gondolt Jézus emberségére, és hogy a sorozat az ismertebb dolgokkal bővül. A tanítványok és más szereplők küzdelmeivel ráébredtünk arra, hogy Jézus jelenléte és tanítása milyen hatással volt azokra, akik követték őt. Más keresztény kommentátorok is méltatták a sorozatot a produkciós értéke miatt, megjegyezve, hogy magasabbra teszi a lécet más hiten alapuló produkciók számára.